# Gol (Noruega)
Gol es un municipio situada en el centro del valle de Hallingdal, en la provincia de Buskerud, Noruega. Tiene una población de 4588 habitantes según el censo de 2015. Gol fue establecido como un municipio de 1 de enero de 1838. Hemsedal fue separado de Gol en 1897.
El municipio limita al norte con Nord-Aurdal y al este con Sør-Aurdal —ambos municipios de la provincia de Oppland— en el sur con Nes, y al oeste con  Ål y Hemsedal.
El nombre de Gol tiene su origen en Gordr, el antiguo nombre nórdico de un río de la zona.
Antiguamente, la agricultura era la industria más importante de Gol. Actualmente, el turismo y otros negocios han pasado a ser la fuente de empleo más importante, pero la agricultura sigue siendo importante.